# Vladimirs Babičevs
Vladimirs Babičevs (Riga, 1968. április 22. –) válogatott lett labdarúgó, csatár. Egyszeres lett bajnoki gólkirály (1994).

## Pályafutása

### Klubcsapatban
1987-ben a Zvejnyieksz, 1988 és 1992 között a RAF Jelgava, 1993 és 1999 között a Skonto, 2000-ben a Policijas labdarúgója volt. 2000-ben az orosz Torpedo-ZIL csapatához szerződött, de egy mérkőzésen sem szerepelt és hamar visszatért Lettországba. 2001–02-ben az FK Rīga, 2003 és 2006 között az FK Jūrmala játékosa volt. A Skonto csapatával hét lett bajnoki címet és három kupagyőzelmet szerzett. Az 1994-es idényben 14 góllal a lett bajnokság gólkirálya lett.

### A válogatottban
1993 és 1999 között 51 alkalommal szerepelt a lett válogatottban és négy gólt szerzett.

### Edzőként
2006-ban az FK Jūrmala csapatánál kezdte edzői pályafutását. 2008-ban a JFK Olimps segédedzője volt. 2008 és 2011 között ismét az FK Jūrmala-VV szakmai munkáját irányította. 2012 óta a lett U19-es válogatott szövetségi kapitánya.

## Sikerei, díjai
Skonto
- Lett bajnokság
  - bajnok (7): 1993, 1994, 1995, 1996, 1997, 1998, 1999
  - gólkirály: 1994 (14 gól)
- Lett kupa
  - győztes (3): 1995, 1997, 1998